# Остен-брот
«Остен-брот» (нем. Osten-Brot восточный хлеб) — эрзац-хлеб из суррогатных материалов, который был разработан нацистами специально для кормления советских военнопленных. Употребление «эрзац-хлеба» в пищу стало одной из причин увеличения смертности среди советских военнопленных.

## Рецептура
Рецептура «эрзац-хлеба» была разработана в соответствии с рекомендациями немецкого министерства продовольственного снабжения от 24 ноября 1941 года и официально утверждена 21 декабря 1941 года.
Согласно рецептуре, компонентами «эрзац-хлеба» являлись отжимки сахарной свеклы (40 %), отруби (30 %), древесные опилки (20 %) и целлюлозная мука из листьев или соломы (10 %). Также изготавливался «остен-брот», который состоял из 50 % ржаных отрубей, 20 % отжимок сахарной свеклы, 20 % древесной муки и 10 % целлюлозной муки из соломы и листьев.